# Чухновский, Борис Григорьевич
Бори́с Григо́рьевич Чухно́вский (28 марта (9 апреля) 1898, Санкт-Петербург — 30 сентября 1975, Москва) — советский авиатор, один из первых полярных лётчиков. Полковник.

## Биография
Родился в Санкт-Петербурге в семье лесовода дворянского происхождения. Когда ему было 4 года, семья переехала в Гатчину, где лично познакомились с А. И. Куприным. В 1910 году в Гатчине был построен аэродром, возникла первая в России воздухоплавательная школа и он сразу увлёкся авиацией. Окончив Гатчинское реальное училище, в марте 1917 года по настоянию отца он поступил в Морской кадетский корпус, откуда уже через несколько недель отправился в Гутуевскую школу морских летчиков. Обучение в школе проходило в 2 этапа: сначала теоретические авиационные курсы при Петроградском политехническом институте, потом непосредственно лётная подготовка. Окончил школу в том же 1917 году, получил чин мичмана и начал службу в военно-морском флоте.
С 1918 года участвовал в Гражданской войне на стороне красных, сначала воздушной разведкой оказывая помощь кораблям и судам Балтийского флота во время Ледового похода, затем в составе воздушной бригады Волжско-Каспийской военной флотилии и в боях против войск П. Н. Врангеля. В 1920 году командовал авиацией Крымской республики.
В 1922 году вернулся в Петроград, был назначен командиром отдельного авиаотряда и поступил в Военно-морскую академию.
Первый полёт в Арктику (на Новую Землю) совершил в 1924 году на гидросамолете Ю-20 в составе Карской гидрографической экспедиции. Совершил 12 полетов над Новой Землей и налетал 30 часов, выполняя съёмки архипелага и изучая ледовые условия в проливе Маточкин Шар. В экспедиции 1925 года летал в районе Новой Земли и пролива Маточкин Шар.
Далее служил в Севастополе, откуда в 1928 году был вызван в качестве начальника авиационной части экспедиции по спасению экипажа потерпевшего катастрофу в Арктике дирижабля «Италия». Самолёт экипажа Б. Чухновского «Юнкерс» ЮГ-1 был погружен на ледокол «Красин». 10 июля достиг лагеря Нобиле и сбросил на льдину припасы. Совершая разведывательный полёт 11 июля, Чухновский обнаружил двух итальянцев — Мариано и Цаппи, которые за месяц до того вместе с Ф. Мальмгреном покинули лагерь и пытались добраться до Шпицбергена самостоятельно. На обратном пути самолёт совершил вынужденную посадку на льдину и повредил шасси. Чухновский в радиограмме настоял, чтобы «Красин» в первую очередь шёл на спасение итальянцев, и экипажу самолёта пришлось провести на льду более пяти суток. «Красин» подобрал авиаторов 16 июля.
Этот самоотверженный поступок советских летчиков был по достоинству оценен не только в нашей стране но и международной общественностью. «Великодушным чемпионом Арктики» назвали Чухновского родственники спасенных итальянцев.

Чухновский стал первым человеком похода «Красина», знаменем экспедиции, героем её и всеобщим любимцем. Тем не менее когда он получал у буфетчика полагавшуюся ему банку сгущенного молока, он смущался, словно получал слишком многое.
Он ходил, чуть сутулясь, сосредоточенный, озабоченный. Был худ, и, когда надевал кожаное пальто, казалось, что влез не в своё.
Люди, которых возглавлял скромный и великолепный Чухновский, были достойны его, и он был достоин своей «четвёрки».
— Э. Л. Миндлин "Цветные льды Арктики" М., «Советский писатель», 1968, стр.296
В 1932 году собирался испытывать орнитоптер «Летатлин», но из-за повреждений аппарата испытания не состоялись. Член ВКП(б) с 1932 года.
В 1933 году предложил идею специализированного самолёта для использования в Арктике, составил технические требования к такому самолёту. Самолёт ДАР (дальний арктический разведчик) сконструировал Р. Л. Бартини, Чухновский участвовал в его создании в качестве летчика-испытателя в 1935—1936 г.
Участвовал в ледовой разведке Северного морского пути, в Третьей экспедиции особого назначения.
В 1937—1938 годах участвовал в поисках Сигизмунда Леваневского.

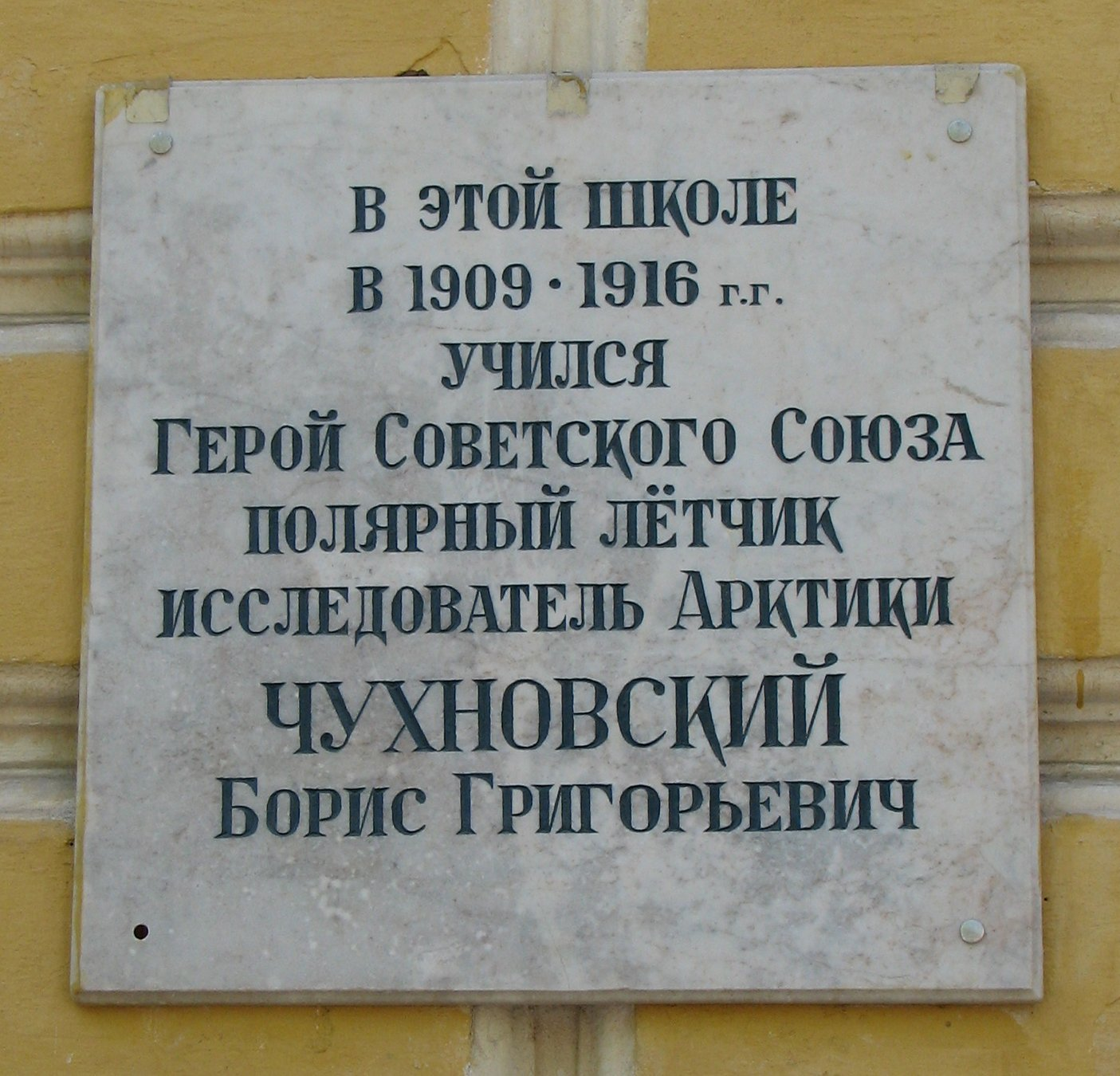
Мемориальная доска, установленная на здании школы № 4 в Гатчине. В тексте ошибка — Б. Чухновский не имел звания Героя Советского Союза.

Чухновский участвовал в Великой Отечественной войне в должности заместителя командира авиаполка Северного флота, дослужился до звания полковника.
После авиааварии, в которой был признан виновным, в октябре 1945 года отстранён от лётной работы. Продолжил служить инспектором полярной авиации.
Последние годы жил в Москве на Суворовском бульваре в 7Б-9/10 (жилой дом Главсевморпути).
Похоронен на Новом кладбище Гатчины.

## Из послужного списка[10][11]
- 31.ХII-1917 — VII-1918 — Начальник дивизиона, воздушный дивизион (КБФ)
- VII-1918 — Х-1918 — Ученик-лётчик, Школа высшего пилотажа (Красное село)
- Х-1918 — VIII-1919 — Командир звена, 1-й Волжский воздушный дивизион (Астрахань)
- VIII-1919 — IX-1919 — Командир отряда, 1-й Волжский воздушный дивизион (Астрахань)
- Х-1919 — V-1920 — Командир отряда 1-й Гидроотрядной флотилии (ВКВФ)
- V-1920 — VII-1920 — И.д. начальника ВВС Каспийского моря (Баку)
- VII-1920 — V-1921 — Командир отряда, Черноморско-Азовский флот (Мариуполь)
- V-1921 — V-1922 — Командир отряда особого назначения ЧФ
- V-1922 — X-1923 — Командир отряда ВВС КБФ
- X-1923 — I-1927 — Слушатель Военно-морской Академии (Ленинград)
- II-1927 — IV-1929 — Командир корабля 60-й отдельной авиаэскадрильи ЧФ
- V-1929 — XII- 1932 — Лётчик Комсевморпути (Москва)
- XII-1932 — 10.I-1939 — Пилот Управления полярной авиации Главсевморпути (Москва)
- 10.I.1939 — 11.1-40 — Старший инспектор подготовки авиакадров	Управления полярной авиации ГУСМП (Москва)
- 11.1-1940 — 27.7-41 — Пилот авиагруппы ГУСМП (Москва)
- 28.8-1941 — 1.V-42 — Заместитель командира 3-й авиагруппы Беломорской военной флотилии
- V-1942 — Пилот Управления Полярной Авиации ГУСМП при СНК СССР	(Москва)
- 1942—1943 — Заместитель командира 118-го авиационного полка ВВС Северного флота
- С 1943 — пилот Управления Полярной авиации Главсевморпути
- С октября 1946 — в отставке
- 1946—1956 — инспектор полярной авиации.

## Награды
- орден Ленина (21.02.1945)
- три ордена Красного Знамени (28.10.1928, 03.11.1944, 28.10.1967)
- медаль «За оборону Советского Заполярья»[12]
- медаль «За победу над Германией в Великой Отечественной войне 1941—1945 гг.»[12]

## Память
- Именем Б. Чухновского названы улицы и переулки в Днепропетровске, Кольчугино, Омске, Ростове-на-Дону, Шахтах, Фурманове.
- Имя Б. Чухновского нанесено и на географические карты: им названы мыс на северном побережье острова Северо-Восточная Земля архипелага Шпицберген, бухта в Баренцевом море к северо-востоку от залива Русская Гавань на западном побережье северного острова Новой Земли (названа в 1930 году экспедицией Всесоюзного Арктического института на ледокольном пароходе «Г. Седов») и гора в Антарктиде[11][13].

## В кино
В советско-итальянском фильме «Красная палатка» (1969) роль Бориса Чухновского исполнил Никита Михалков.